# Guayacanes (Cuba)
Guayacanes un pequeño pueblo del Municipio de Majagua, situado en la parte central de la Isla de Cuba, justamente en la línea de ferrocarril central y a solo dos kilómetros al sur de la carretera central que atraviesa el país de este a oeste.
La intersección de la carretera central de la isla Cuba con la carretera de Guayacanes es llamada El Crucero de Guayacanes o simplemente El Crucero.
Las coordenadas geográficas de Guayacanes son: latitude. 21.88°, longitude. -78.9361111°
El pueblo está atravesado por el río Naranjo que corre de norte a sur, creando las áreas llamadas por los habitantes El Pueblo (parte oeste) y El otro Lado (parte este) conectadas por dos puentes el de Guayacanes (primer puente metálico construido en el área) utilizado como trampolín por los adolescentes en sus habilidades de clavado y natación, saltando y orientando su cabeza directamente al río que fluye por debajo a una gran distancia. También se construyó un puente de madera en la calle principal que paralela a la línea del ferrocarril recorre el poblado de éste a oeste.
Con topografía llana y baja, el suelo es fértil regado por las crecidas y desbordamientos del río Naranjo en época de lluvias; también algunos arroyos y cañadas pueden correr en esta época secándose después de terminada la estación lluviosa.
En la actualidad el cambio climático y muchos agricultores privados, que conectan sus turbinas al Río Naranjo ya no permiten que se disfrute de estas bondades de la naturaleza.

## Historia
El aserradero propiedad de la familia Núñez fue determinante en la formación y crecimiento del pueblo de Guayacanes en sus orígenes. 

La única empresa de considerable importancia, que se debe resaltar tenía Guayacanes era la sierra de Guayacanes, que existía aún siendo yo niña. Recuerdo cuando iba de vacaciones a casa de mis abuelos como pasaban por el Camino Real (así le decían a la carretera que ahora une el crucero y el pueblo) los camiones cargados con troncos enormes para el aserrío, para ser convertidos en tablas.
Ana Josefa Valiño, hija de inmigrantes gallegos, nacida y criada en el área.

## Economía

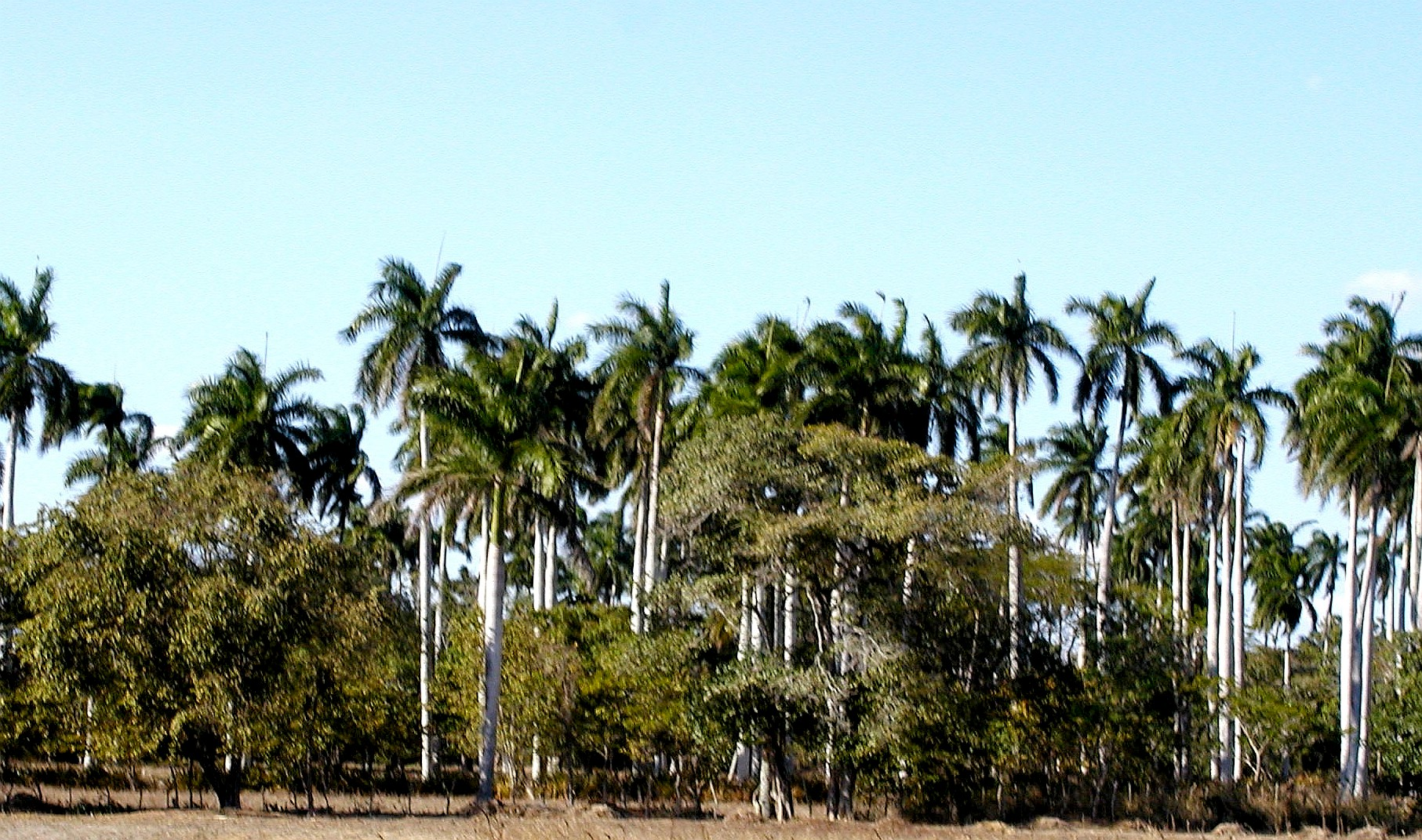
Vegetación típica del área, febrero de 2004

La riqueza del pueblo está diversificada:
- Proceso de maderas en el aserradero.
- Ganadería vacuna y caballar,
- Cría de animales domésticos como aves de corral, cabras, corderos, etc.
- Comercio con bodegas, y puestos de viandas y vegetales.
- La agricultura incluye el cultivo de plátanos, naranjas y otras frutas para el consumo doméstico, así como el cultivo de la caña de azúcar que se procesa en el ingenio Azucarero Orlando González Ramírez ubicado en el vecino pueblo Algodones.

## Demografía

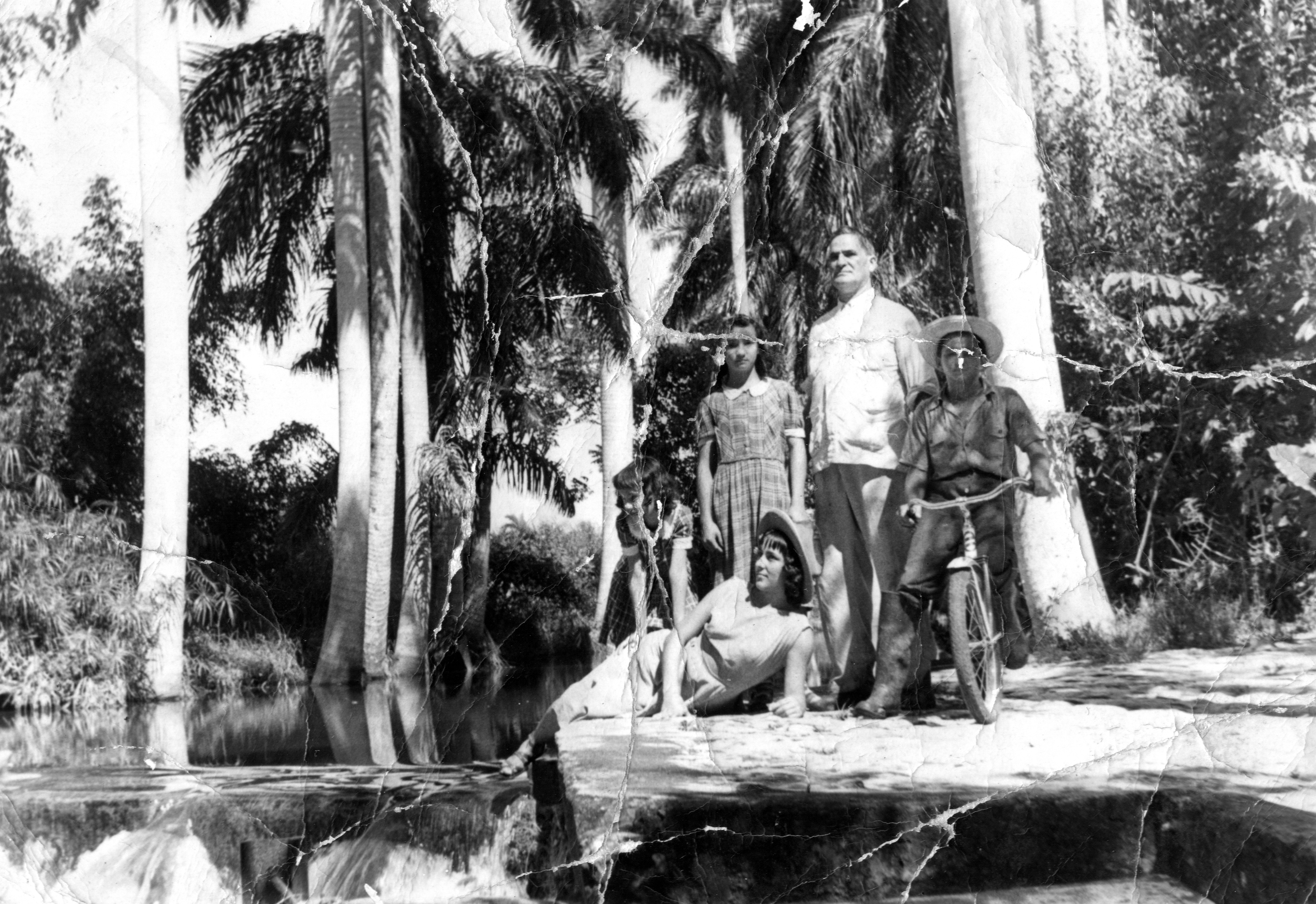
Vista del río Naranjo, años 1940, en la finca de Miguel Morffi de ascendencia irlandesa (al centro de la foto con su nieta Mirtha Alonso Morffi parada a su lado).

La población está formada mayoritariamente por cubanos e inmigrantes procedentes de España (principalmente de Galicia y las Islas Canarias), Haití y Jamaica.
Entre algunas de las familias fundadoras del pueblo se encuentran los apellidos: 
Alonso, Armas, Betancourt, Caraballoso, Chirino, Echemendía, Iglesias, Morffi, Núñez, Peñate, Pérez, Sarmiento, Tejera, Valiño, etc.
El pueblo se considera mayoritariamente de religión católica, pero muy pocos la practican; otros lo hacen con la Santería y el Espiritismo, o todo a la vez. Existía una pequeña iglesia católica en donde, en su última etapa, ayudaban en sus servicios Celestina Alonso y su hermana, ambas hijas de Corina y Agapito, inmigrantes gallegos. Allí se celebraban las bodas de familias católicas.
El comedor-taberna más popular del caserío, La Fonda de Chirino, frecuentado por la población más activa y trabajadora en el momento. El negocio de la familia Chirino fue intervenido al triunfar la revolución cubana en el año 1959. En febrero de 2004 este local es una peluquería.
Otro negocio que desapareció en la década de 1960 fue la bodega de Ifrain Caraballoso Iglesias, establecimiento familiar de emigrantes de origen español. Este proceso se aplicó a todas las empresas y negocios privados del lugar.

### Iconos y apodos
Entre los guayacanences se dan los siguientes apodos: Los Firrifollas, Los Mantequita, Los Facundos, Los Pangongos, Los Tupidos, Casimiro, Mondeja, Nicolás el Viandero, Mañunga, Moñongo, Quijá de Potrico, Pangongo, Payaya, El Habanero, Pata de Jobo, Yeyo el Tupido, Mandurria, etc.

### Mitología
Hay varios mitos guayacanences, como el Charco del Güije, la Vieja de los Perros del Barrio de las Yaguas, La Llorona de los cañaverales, El Jinete sin cabeza vestido de guayabera blanca, etc.

## Cultura

### Escuelas
La primera escuela fue construida con madera en la década de 1950, y su maestra se llamaba Beatriz. Este lindo pedazo de historia se entregó en los años 60 a una familia pobre, Los Pangongos, continuando los estudios en el centro escolar Cloroberto Echemendia (nuevo edificio de dos pisos) donde se educaba desde el preescolar hasta el sexto grado. Para seguir los estudios posteriores los niños se dirigían al centro escolar del pueblo de Majagua.

### Bailes y música popular
Se baila y se escucha todo tipo de música campesina y popular cubana, el baile del zapateo cubano, música del zapateo cubano, baile del Bando Azul y Rojo, Orquesta Aragón, Benny Moré, Olga Guillot, Rita Montaner, Celia Cruz, Los Compadres, Ñico Saquito, etc.

## Galería

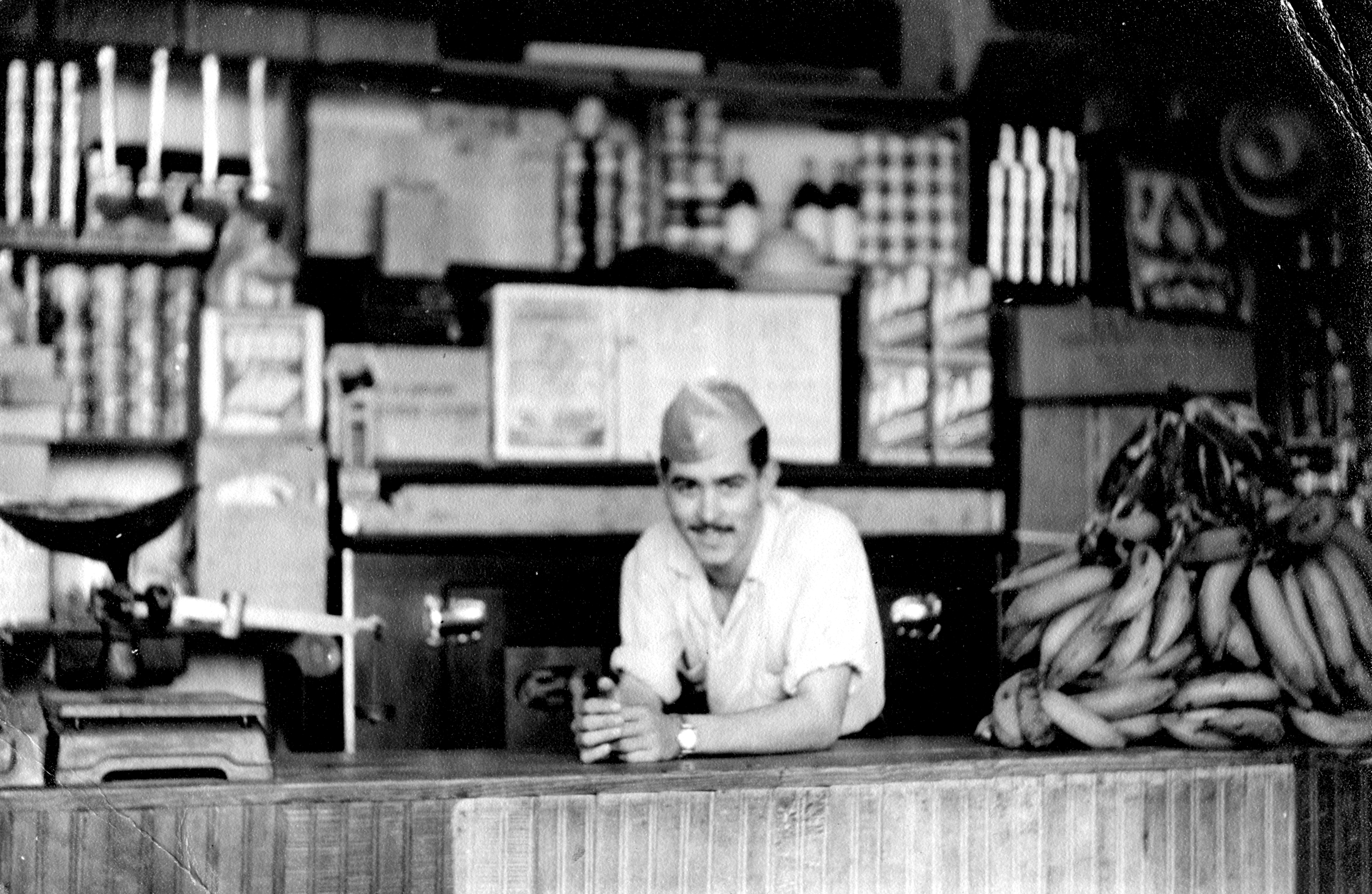
Bodega típica del lugar, años 1950, donde se ve a Ifrain Caraballoso Iglesias, propietario del lugar.
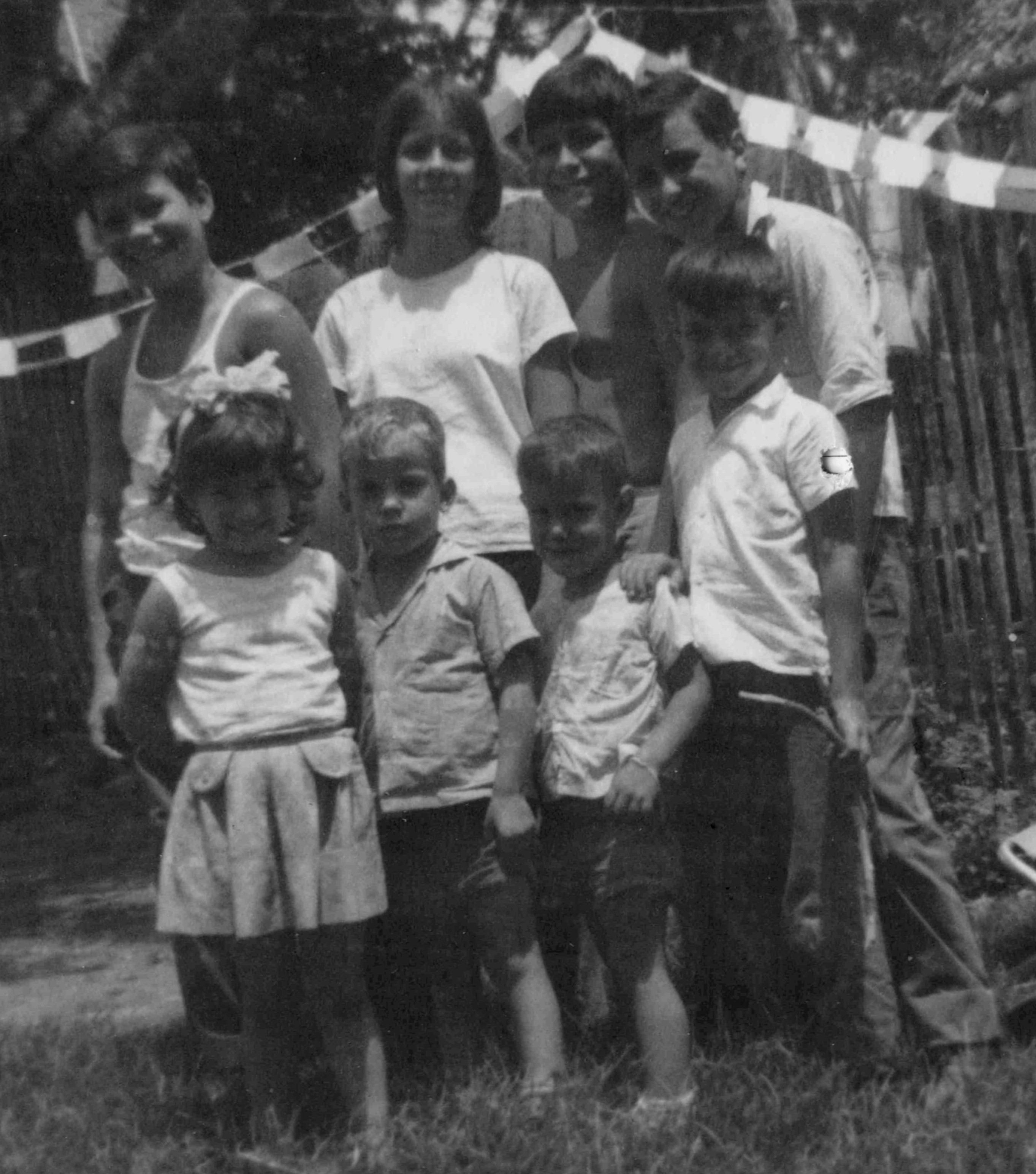
Niños del poblado a finales de los años 60.
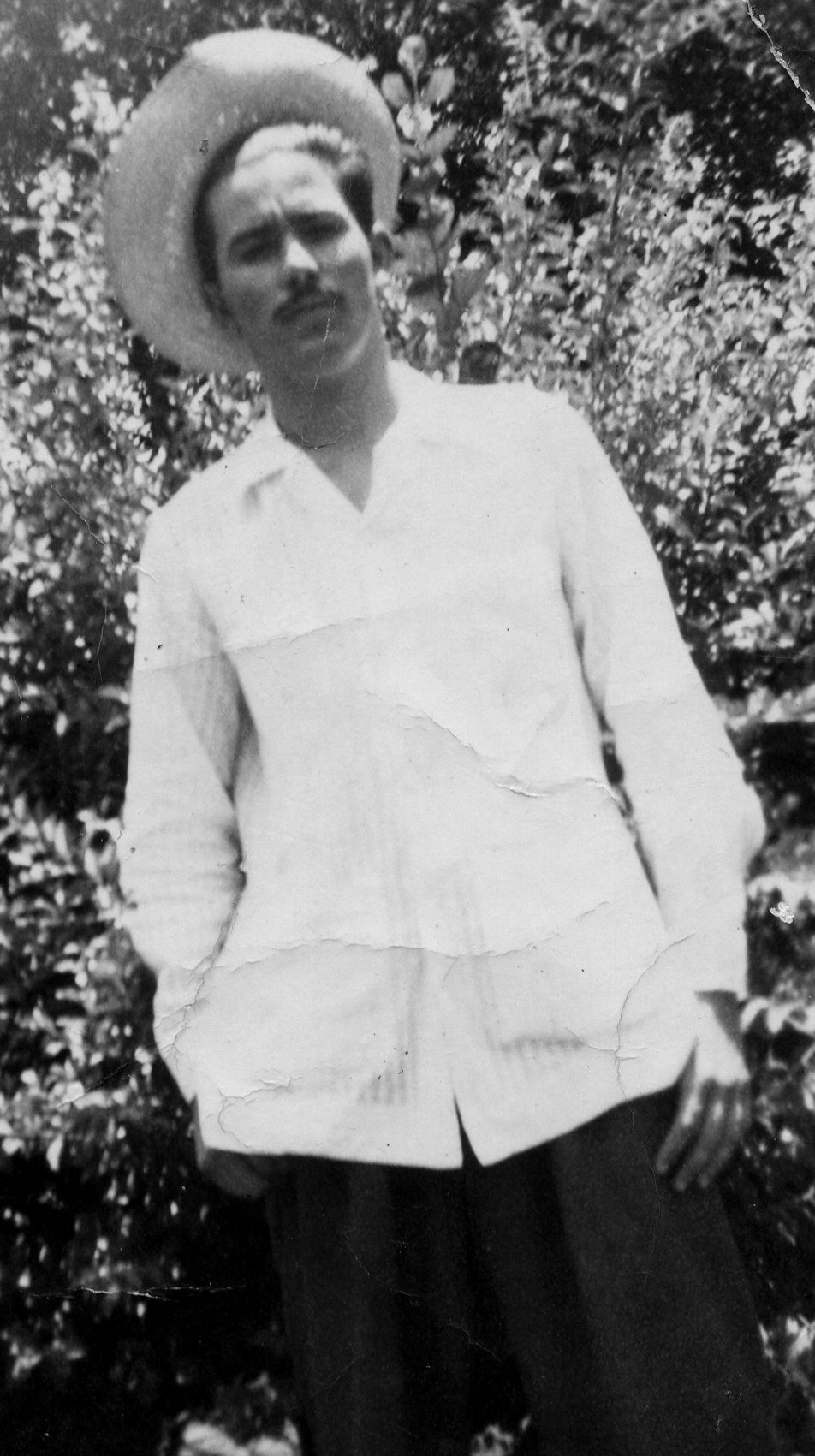
Ropa típica del campesino cubano en la región, sombrero de paja, camisa guayabera blanca y pantalón con corte similar al bombacha de campo, años 50.
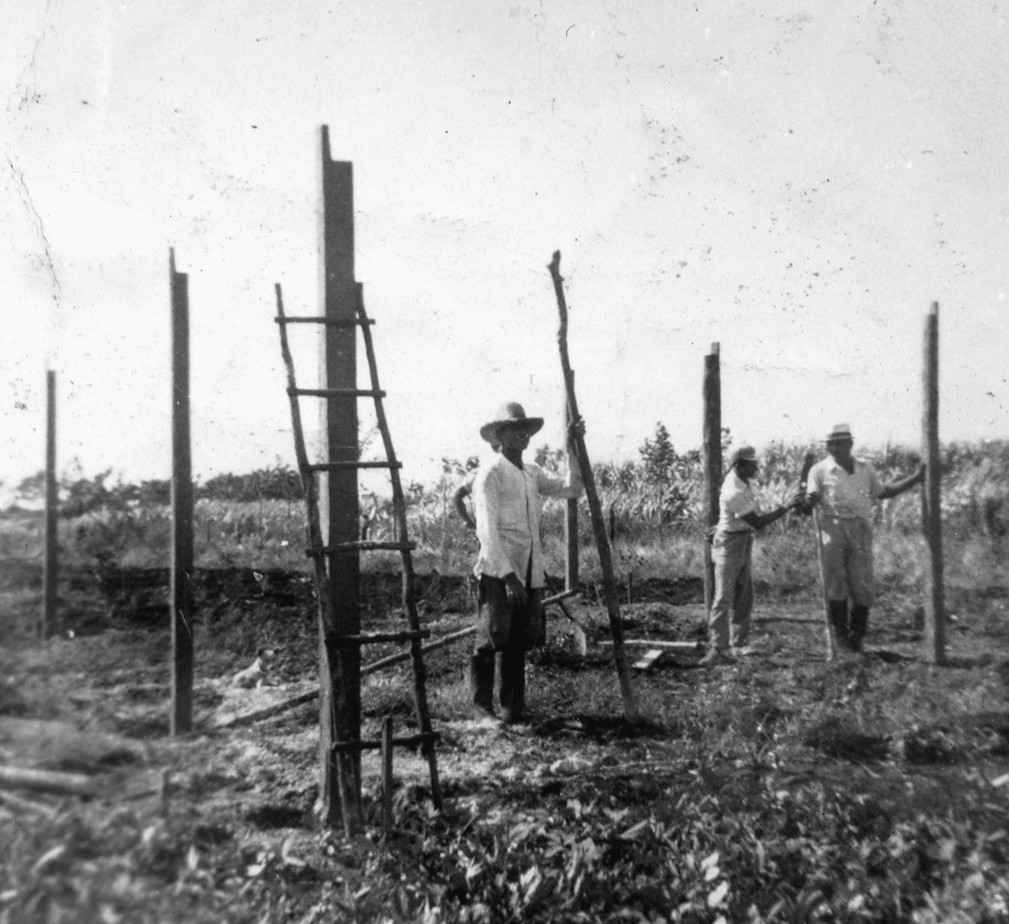
Primeros pasos en la construcción de una casa en Guayacanes en la década de 1950.
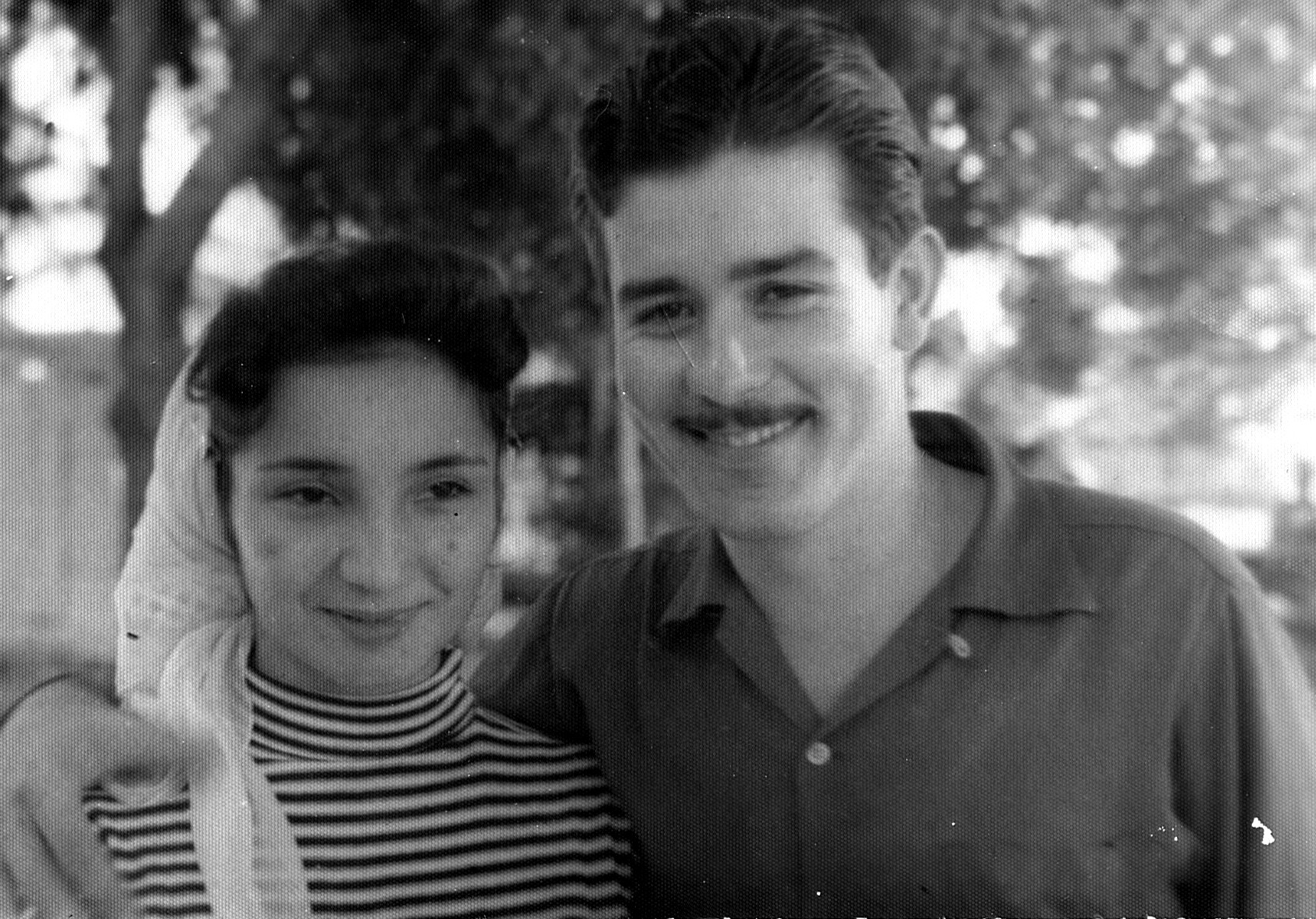
En esta vieja foto hecha alrededor del año 1956 se ven Mirtha Alonso Morffi y Ifraín Caraballoso Iglesias, pareja de nacidos y criados en el pueblo de Guayacanes.
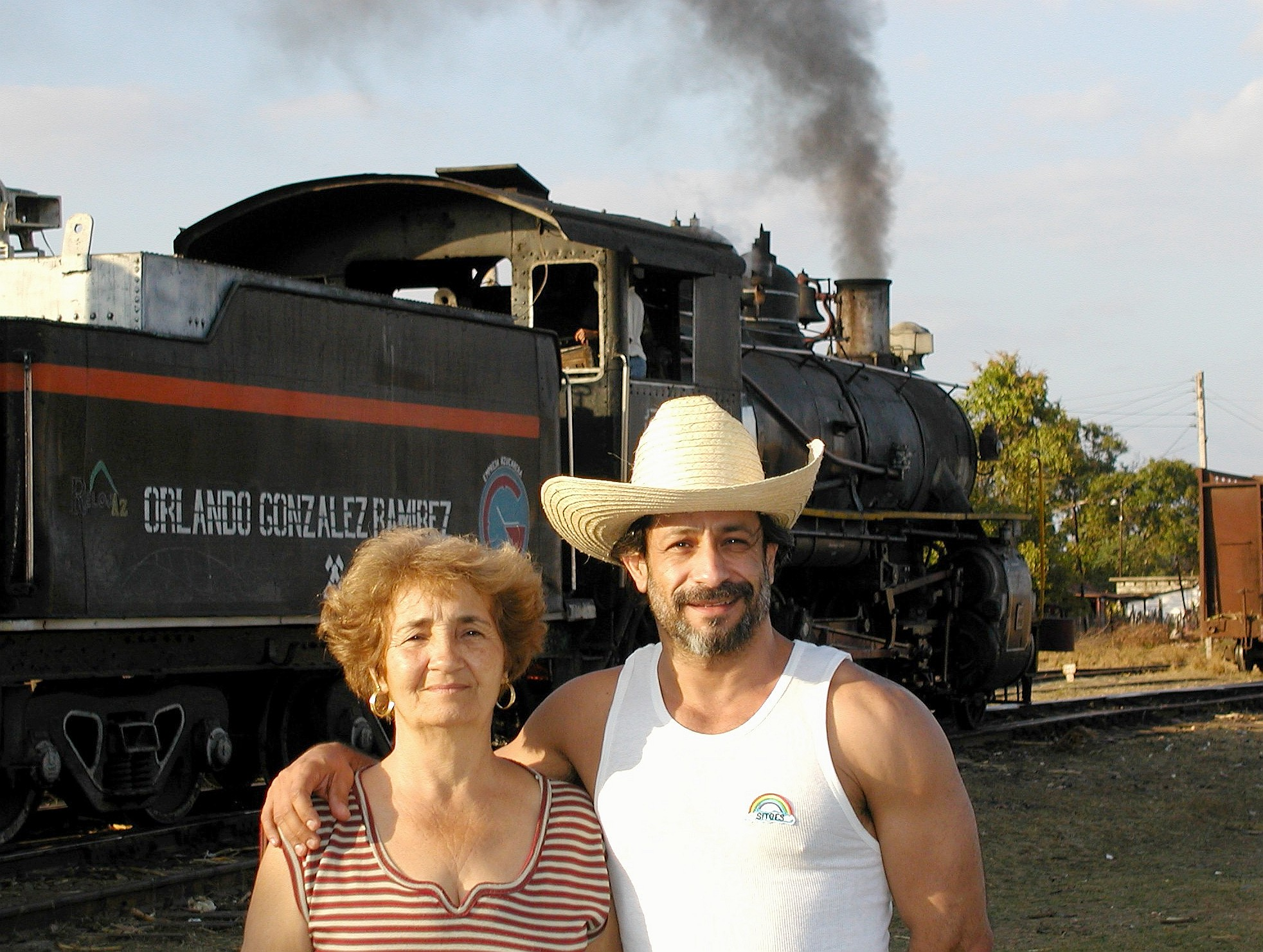
Paso por la línea ferroviaria de Guayacanes del tren cargado de caña dirigido al ingenio Azucarero Orlando González Ramírez, febrero 2004.
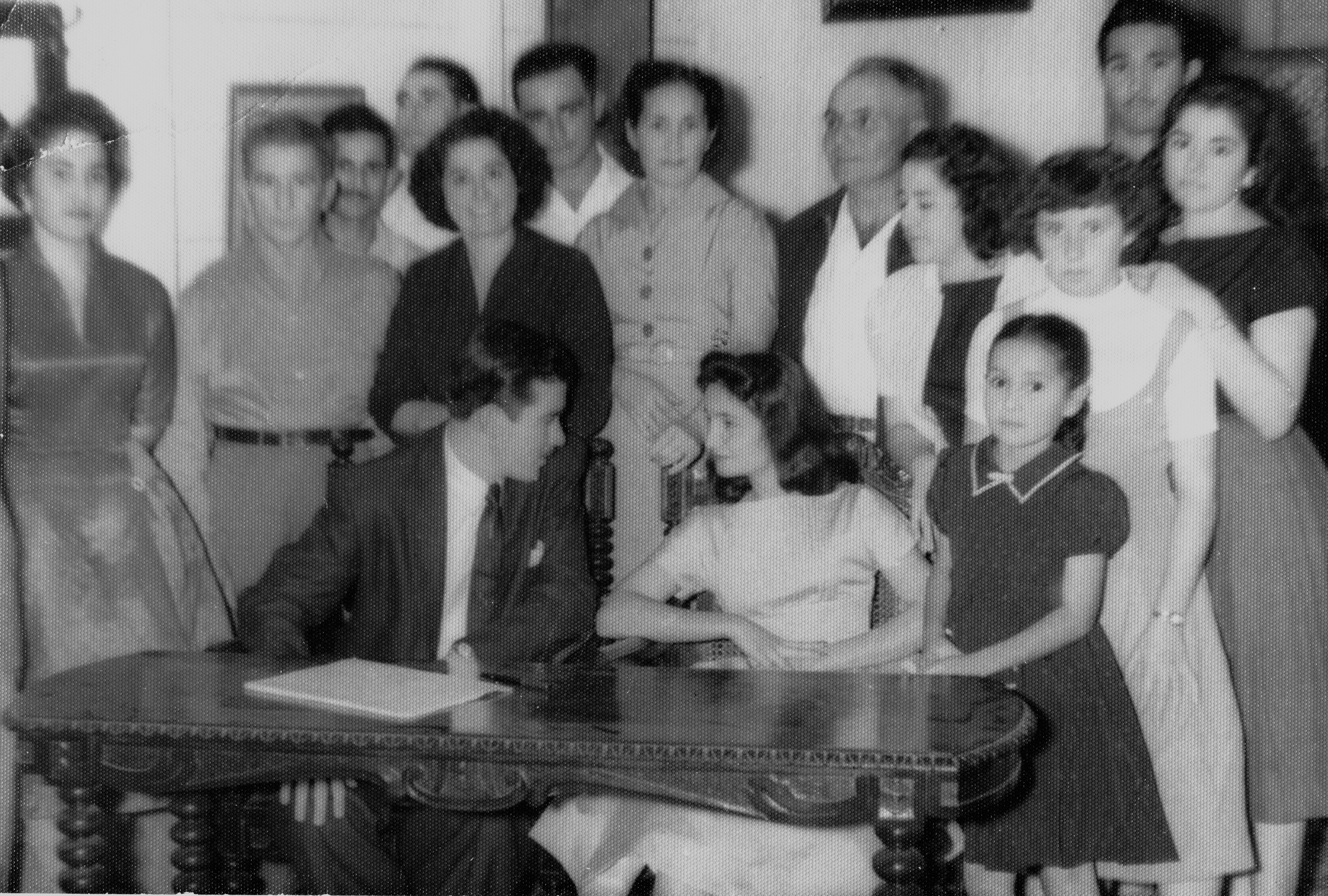
Boda en el pueblo, años 1950. Unión de las familia Caraballoso y Alonso con el matrimonio de dos de sus hijos, foto donada por dichas familias.
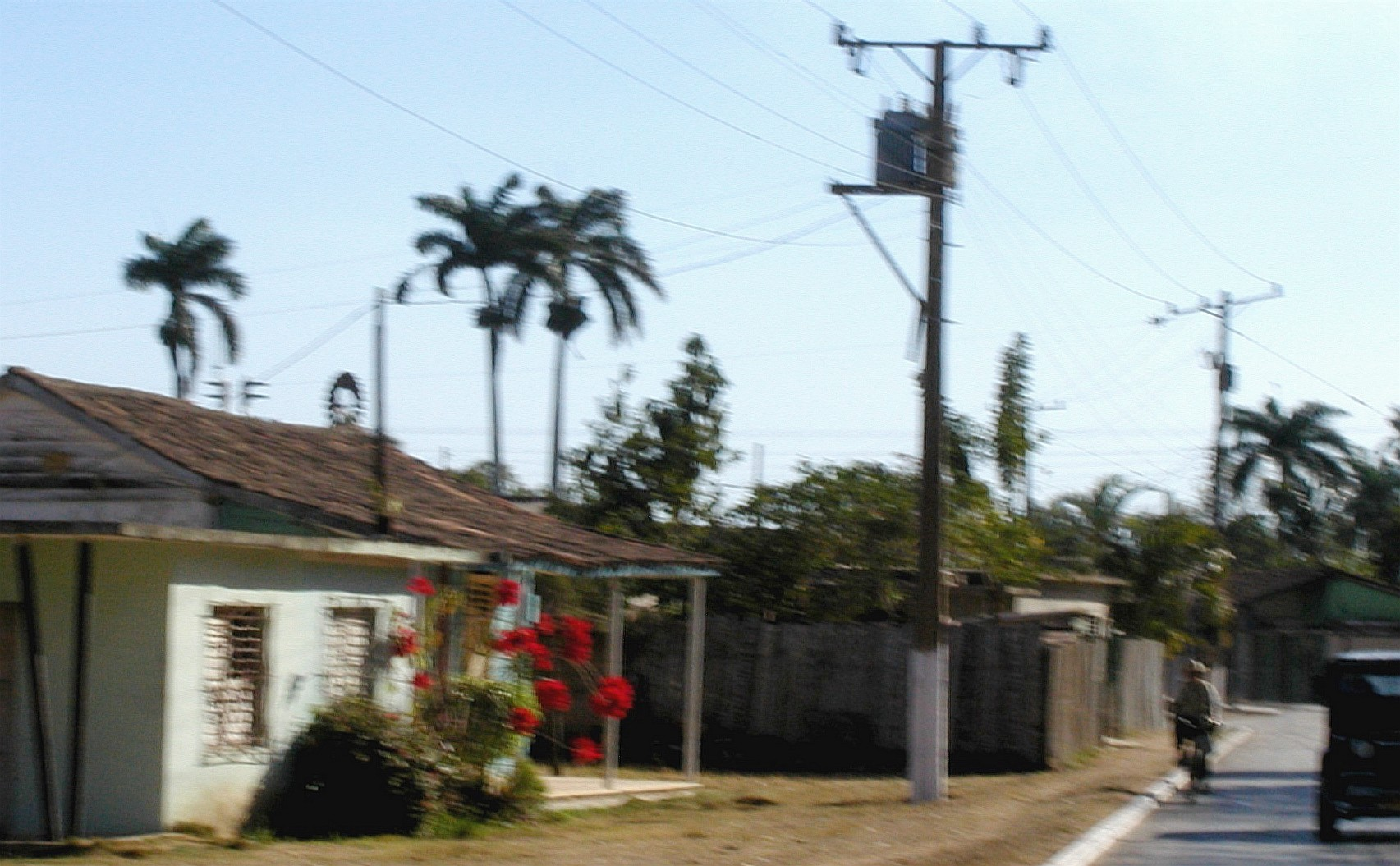
Entrada al pueblo de Guayacanes, foto hecha en febrero 2004.
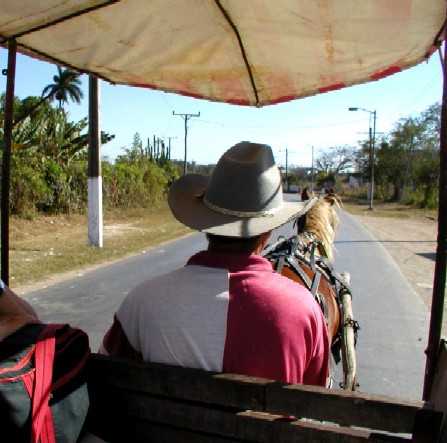
En la foto, febrero de 2004, se aprecia parte de la carretera entre el pueblo de Guayacanes y el Crucero de Guayacanes y uno de los medios de transporte utilizado por los habitantes.
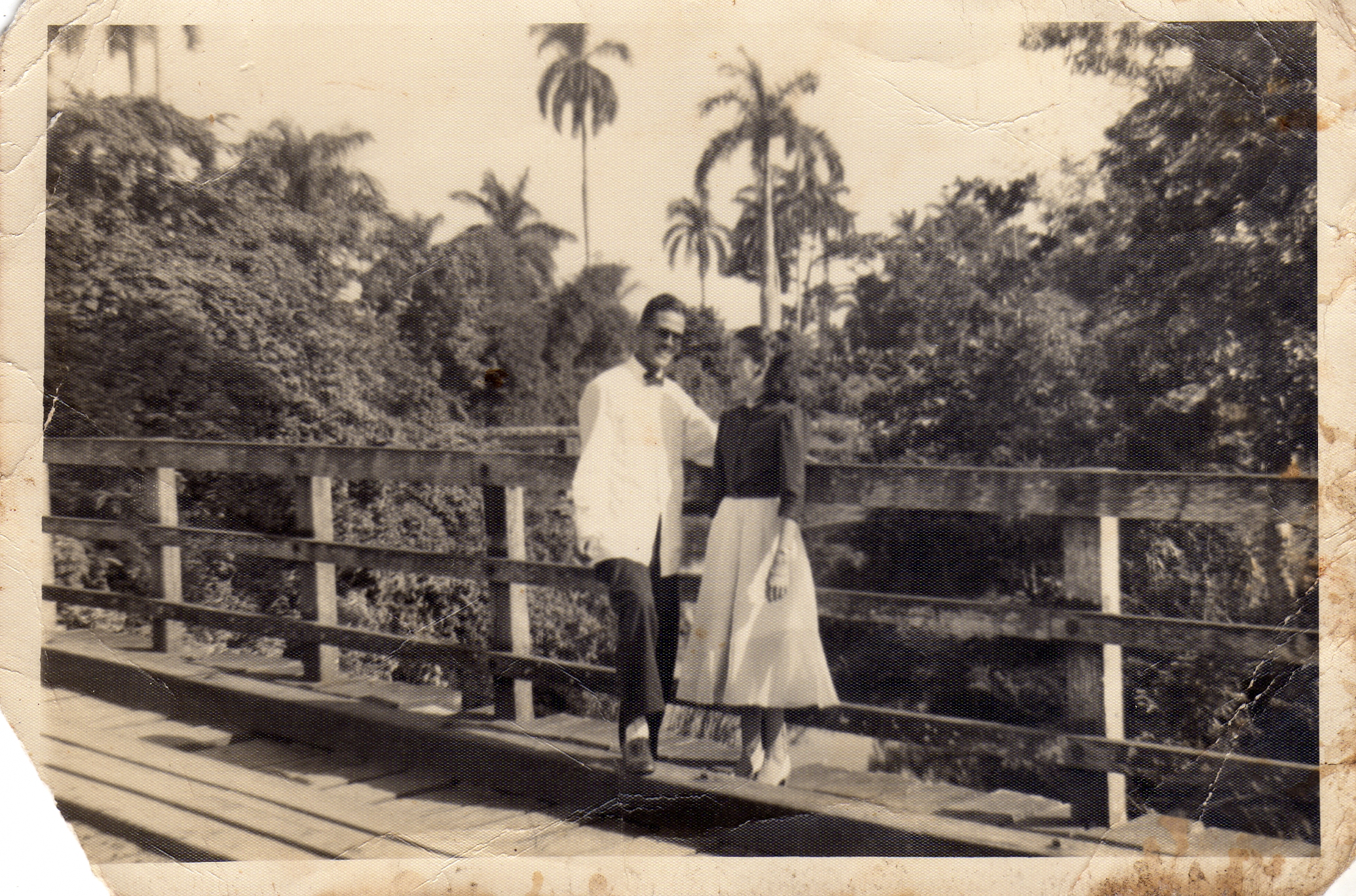
En el puente de madera del Río de Guayacanes (1953) Hedeberto Dimas (BELLO) Martin Izquierdo y María de la Concepción (CONCHITA) Cardoso Venegas.